# HD 41700
HD 41700，又名CD-45 2300，SAO 217702、HR 2157，是一颗恒星，视星等为6.35，位于銀經252.13，銀緯-26.78，其B1900.0坐标为赤經6h 1m 35.7s，赤緯-45° -26.78′ 10″。